# Deyá
Deyá (oficialmente en catalán: Deià) es una localidad y municipio español de la comunidad autónoma de las Islas Baleares. Situado en la comarca de la Sierra de Tramontana, en la isla de Mallorca. Limita con los municipios de Valdemosa, Sóller y Buñola.

## Geografía
El pueblo de Deyá está encauzado entre las montañas de Tramontana que dan paso al mar Mediterráneo. La arquitectura se compone de fincas tradicionales construidas en piedra. Abarca cinco kilómetros de costa, e incluye los puntos de Sa Foradada y de Deyá, la Cala de Deyá y la pequeña cala de Lluch Alcari. La aldea está construida sobre una colina situada en un valle de la Sierra. El Puig del Teix se eleva sobre el valle. La Sierra de Tramontana está cubierta por una extensa red de senderos utilizados por los fabricantes de carbón cuando se trabaja en los bosques.

## Historia

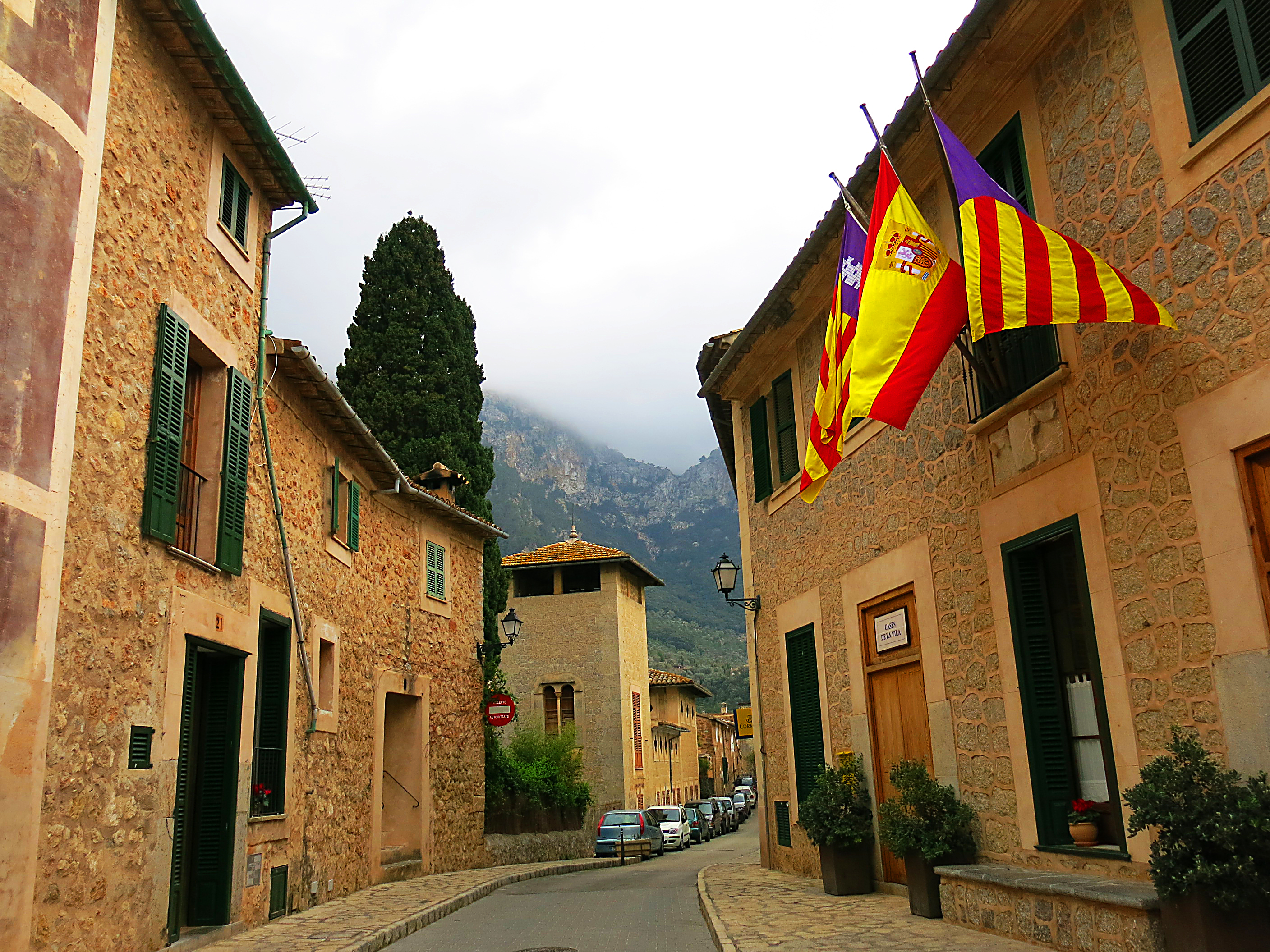
Ayuntamiento de Deyá

A pesar de que la zona estaba habitada mucho antes, la forma de Deyá, tal como lo conocemos hoy, se remonta a la ocupación musulmana, entre los siglos X - XIII, cuando sus habitantes comenzaron la construcción de terrazas y sistemas de riego que llevaron a un desarrollo agrícola exitoso en el área. Después de que los musulmanes fueran derrotados por los cristianos en el siglo XIII, el pueblo se dio a Rossell, como parte de la vecina Valdemosa, de la que no llegó a ser independiente hasta el siglo XVI. 
El poeta inglés, novelista y estudioso, Robert Graves, fue uno de los primeros extranjeros en establecerse en el pueblo, donde colaboró con Laura Riding en la creación del Seizin Press. Graves regresó después de la guerra y se mantuvo en Deyá hasta sus últimos días. Él se sirvió de Deyá como escenario de muchas de sus historias, como la novela histórica Hércules mi compañero de travesía. Su casa es ahora un museo. En los años 1970, Deyá comenzó a ser famoso y el turismo estaba en auge, pero siempre conservó su ambiente tranquilo y encantador. Por esta razón, se ha convertido en un destino de muchas personas y celebridades atraídos por su encanto.
El pintor surrealista Esteban Francés, fallecido en el pueblo, fue otro ilustre residente.

## Cultura

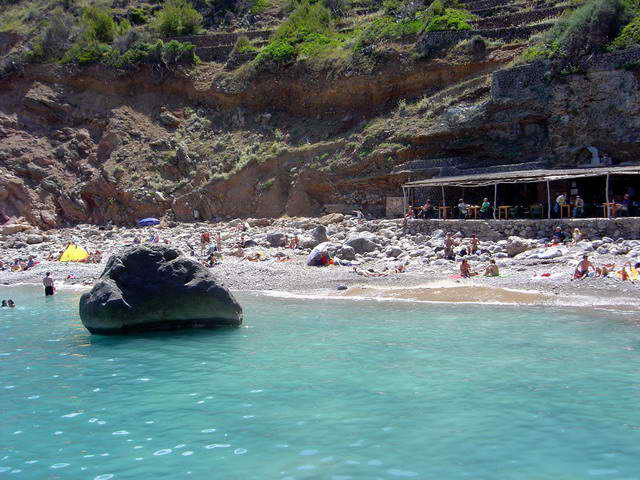
Cala Deyá

Aparte de su entorno excepcional, Deyá tiene varios museos interesantes, como el Museo Arqueológico, el museo dedicado al pintor Norman Yanikun, el Museo Parroquial, la Casa Museo Robert Graves y el Museo de Son Marroig, la enorme finca del archiduque Luis Salvador. Cada año, los amantes de la música clásica pueden disfrutar del galardonado Festival Internacional de Deyà. 
Artistas eligen a Deyá para vivir una vida llena de belleza e inspiración; Deyá ha cumplido con este estilo de vida para muchos artistas de talento excepcional. Desde los años 60 y los años 70 los artistas han acudido en masa a Deyá y desde entonces se han creado obras de arte y leyendas increíbles.

## Demografía
Deyá cuenta con una población de 717 habitantes (INE 2024).
| Gráfica de evolución demográfica de Deyá entre 1842 y 2021                                                            |
| |
| Población de derecho según los censos de población del INE. Población de hecho según los censos de población del INE. |

| Nacionalidad | Hombres | Mujeres | Total | %      | Proporción |
| ------------ | ------- | ------- | ----- | ------ | ---------- |
| Española     | 221     | 219     | 440   | 65.2 % |            |
| Extranjera   | 107     | 127     | 234   | 34.7 % |            |